# Vapeur
Pour les articles homonymes, voir Vapeur (homonymie).

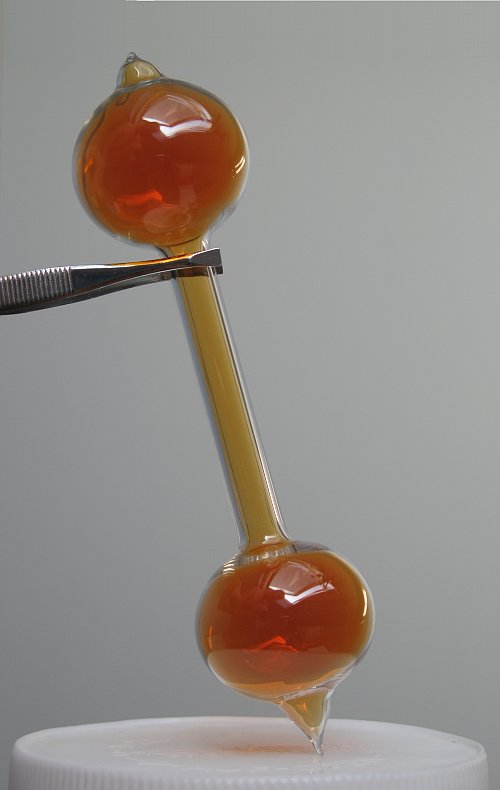
Une ampoule de vapeur d' oxyde d'azote : dioxyde d'azote brun et peroxyde d'azote incolore, en équilibre.

En physique, une vapeur est une substance en phase gazeuse à une température inférieure à sa température critique. Cela signifie que la vapeur peut être condensée en un liquide en augmentant sa pression sans réduire la température. Une vapeur est différente d'un aérosol, ce dernier étant une suspension de minuscules particules de liquide, de solide ou des deux dans un gaz.
Par exemple, l'eau a une température critique de 647 K (374 °C), qui est la température la plus élevée à laquelle l'eau liquide peut exister. Par conséquent, dans l'atmosphère à des températures ordinaires, l'eau gazeuse (connue sous le nom de vapeur d'eau) se condense en un liquide si sa pression partielle augmente.
Une vapeur peut coexister avec un liquide (ou un solide). Lorsque cela est vrai, les deux phases seront en équilibre et la pression partielle de gaz sera égale à la pression de vapeur d'équilibre du liquide (ou solide).

## Propriétés

Le point critique vapeur-liquide dans un diagramme de phase pression-température est à la température extrême de la limite de phase liquide-gaz.

La vapeur fait référence à une phase gazeuse à une température à laquelle la même substance peut également exister à l'état liquide ou solide, en dessous de la température critique de la substance.
Si la vapeur est en contact avec une phase liquide ou solide, les deux phases seront en état d'équilibre thermodynamique. Le terme gaz fait référence à une phase fluide compressible. Un liquide ou un solide n'a pas besoin de bouillir pour libérer une vapeur.
La vapeur est responsable des processus familiers de formation et de condensation des nuages. Elle est couramment utilisée pour effectuer les processus physiques de distillation et d'extraction par sorption dans l'espace de tête à partir d'un échantillon liquide avant la chromatographie en phase gazeuse.
Les molécules constitutives d'une vapeur possèdent un mouvement vibratoire, rotationnel et translationnel. Ces mouvements sont décrits dans la théorie cinétique des gaz.

## Pression de vapeur

Équilibre liquide-vapeur

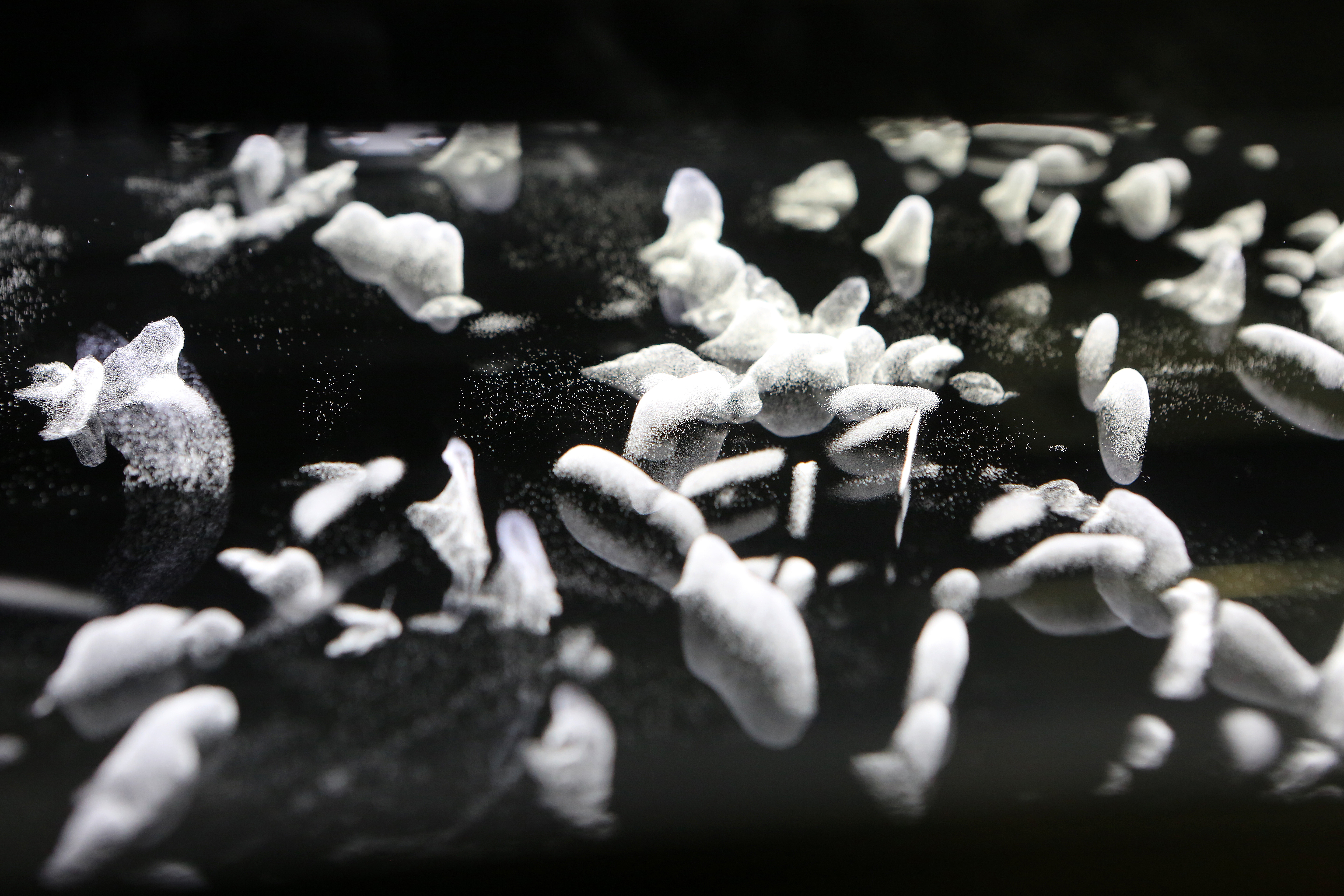
Si la pression de vapeur dépasse la valeur d'équilibre, elle devient sursaturée et se condense sur tous les sites de nucléation disponibles, par exemple des particules de poussière. Ce principe est utilisé dans les chambres à brouillard, où les particules de rayonnement sont visualisées.

La pression de vapeur est la pression d'équilibre d'un liquide ou d'un solide à une température spécifique. La pression de vapeur à l'équilibre d'un liquide ou d'un solide n'est pas affectée par la quantité de contact avec l'interface liquide ou solide.
Le point d'ébullition normal d'un liquide est la température à laquelle la pression de vapeur est égale à la pression atmosphérique normale.
Pour les systèmes à deux phases (par exemple, deux phases liquides), la pression de vapeur des phases individuelles est égale. En l'absence d'attractions inter-espèces plus fortes entre des molécules similaires ou similaires, la pression de vapeur suit la loi de Raoult, qui stipule que la pression partielle de chaque composant est le produit de la pression de vapeur du composant pur et de sa fraction molaire dans le mélange. La pression de vapeur totale est la somme des pressions partielles des composants.

## Exemples

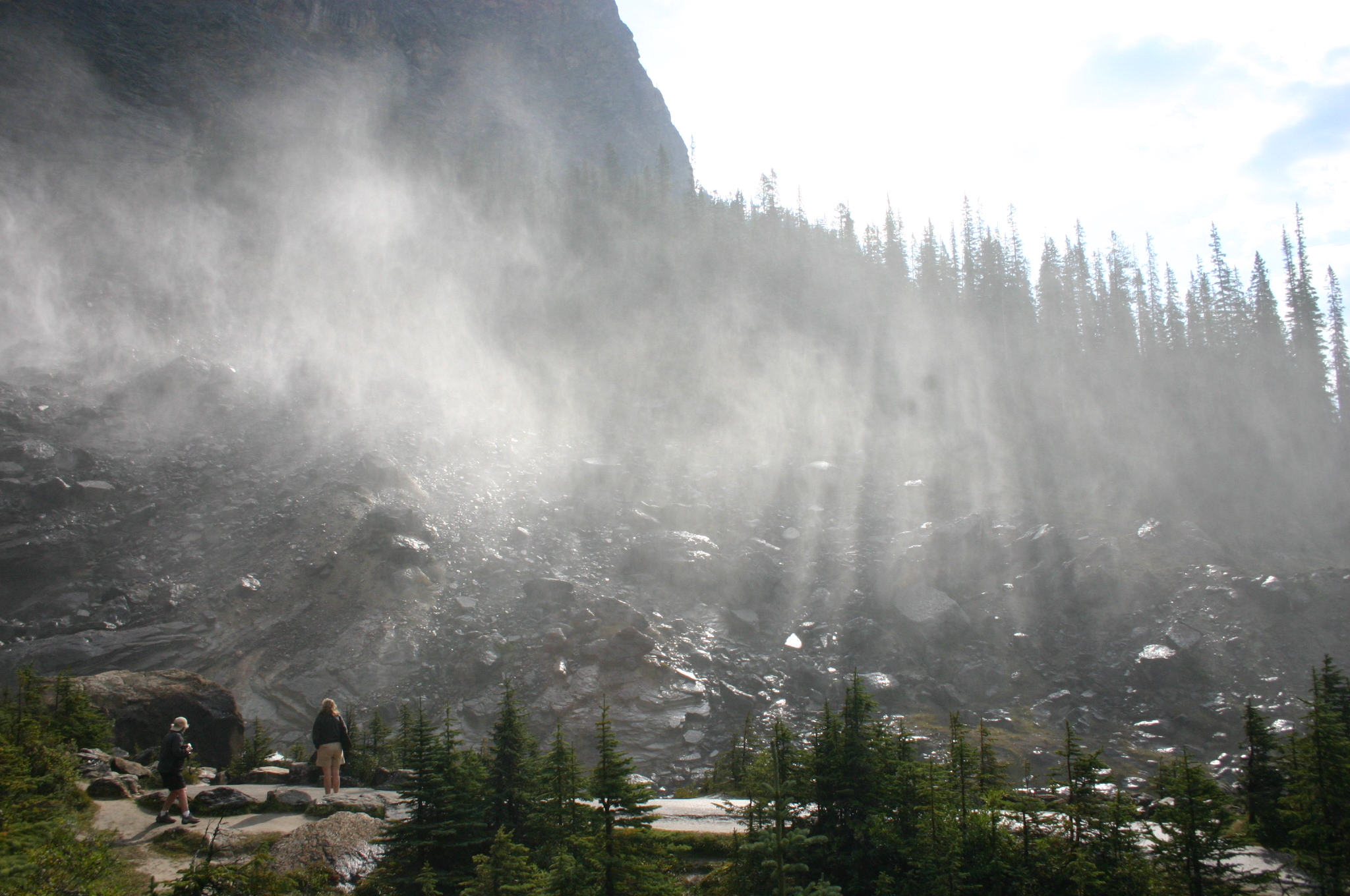
La vapeur d'eau est responsable de l'humidité.

- Les parfums contiennent des produits chimiques qui se vaporisent à différentes températures et à des rythmes différents dans des accords de parfum, appelés notes.
- La vapeur d'eau atmosphérique se trouve près de la surface de la Terre et peut se condenser en petites gouttelettes de liquide et former des phénomènes météorologiques, tels que le brouillard ou la brume.
- Les lampes à vapeur de mercure et les lampes à vapeur de sodium produisent de la lumière à partir d'atomes dans des états excités.
- Les liquides inflammables ne brûlent pas lorsqu'ils sont enflammés[4]. C'est le nuage de vapeur au-dessus du liquide qui brûlera si la concentration de la vapeur se situe entre la limite inférieure d'inflammabilité (LFL) et la limite supérieure d'inflammabilité (UFL) du liquide inflammable.
- Les cigarettes électroniques permettent aux utilisateurs d'inhaler des aérosols / vapeurs « e-liquides » plutôt que de la fumée de cigarette[2].

## Mesure de la vapeur
Puisqu'il est en phase gazeuse, la quantité de vapeur présente est quantifiée par la pression partielle du gaz. De plus, les vapeurs obéissent à la formule du nivellement barométrique dans un champ gravitationnel, tout comme le font les gaz atmosphériques conventionnels.